# CIB : Criminal Investigation Bureau
CIB : Criminal Investigation Bureau ou Meurtres au soleil au Québec (The Strip) est une série télévisée australienne en treize épisodes de 42 minutes, créée par Ian Barry, Ken Cameron et Shawn Seet et diffusée entre le 4 septembre et le 27 novembre 2008 sur Nine Network.
En France, la série a été diffusée à partir du 27 août 2009 sur W9, et au Québec à partir du 5 mars 2010 à Séries+. Elle reste inédite en Suisse et Belgique.

## Synopsis
Le long de la Gold Coast, la plus célèbre côte d'Australie, s'étendent des gratte-ciels, des casinos, des boîtes de nuit fréquentées par la mafia russe, des Saoudiens, et des chercheurs de rêves… C'est ici que le CIB (Criminal Investigation Bureau), une unité d'élite dirigée par Max Nelson, est chargée d'enquêter sur les crimes les plus intrigants de la ville. Parmi elle, les détectives Frances Tully surnommée « Frankie » et Jack Cross, deux personnalités opposées suivent leurs propres règles. Ensemble, ils sont plus que jamais décidés à résoudre les crimes les plus étranges…

## Distribution

### Acteurs principaux
- Vanessa Gray (VF : Françoise Vallon) : Inspecteur Frances « Frankie » Tully
- Aaron Jeffery (en) (VF : Pierre Tessier) : Inspecteur Jack Cross
- Frankie J. Holden (en) (VF : Philippe Catoire) : Inspecteur Max Nelson
- Bob Morley (VF : Taric Mehani) : Tony Moretti
- Simone McAullay (en) (VF : Véronique Alycia) : Jessica Mackay

### Acteurs récurrents et invités
- Ozzie Devrish (en) : Vladimir (8 épisodes)
- Franko Milostnik (VF : Christian Visine) : Ivan Ludwig Lazar (8 épisodes)
- Alice Parkinson (VF : Cathy Diraison) : Marcia Cross (5 épisodes)
- Ryan Godling : Davo (4 épisodes)
- Danielle Cormack : Amy (3 épisodes)
- Tahyna MacManus (VF : Karine Foviau) : Kristal Cade (3 épisodes)

 Source et légende : version française (VF) sur RS Doublage et DSD Doublage Séries Database

## Épisodes
1. Chute libre (Episode One)
2. Élixir de jouvence (Episode Two)
3. Les Diamants de la vengeance (Episode Three)
4. La Chambre de Destiny (Episode Four)
5. Usurpation d'identité (Episode Five)
6. Dommage collatéral (Episode Six)
7. Hors-jeu (Episode Seven)
8. Sexe, meurtre et vidéo (Episode Eight)
9. Paulina (Episode Nine)
10. Mauvais karma (Episode Ten)
11. Un serpent au paradis (Episode Eleven)
12. Le Pays du bonheur (Episode Twelve)
13. Justice est faite (Episode Thirteen)